# Metacritic
Metacritic（英语直译：元／综合评论家）是一個專門收集對於電影、電視節目、音樂專輯、遊戲的評論的網站，網站會整合每個評價的分數再做出一個總評分作為這個項目的評分，在項目的多項評價中，從最好的分數到最坏的分數由下排列，最好的評價分數是綠色，在此之下的評價依次是黃色、紅色。
Metacritic的評分將每條評論轉化為一個百分比，無論是從數字上得出的分數，還是網站從定性評論中主觀決定的內容。在進行分數平均計算之前，分數會根據評論家的名氣、地位和評論數量進行加權。該網站因聚合網站的卓越表現而榮獲兩項韋比獎。受批評的部份主要集中在評估系統、對評論的評分分配、涉嫌第三方試圖影響評分以及缺乏員工對用戶評論的監督。

## 評分架構
網站整合評論家的評分段表如下：
| 分数指征     | 分数指征       | 电子游戏 | 影视音乐 |
| ------------ | -------------- | -------- | -------- |
|              | 普遍赞誉       | 90–100   | 81–100   |
| 正面评论为主 | 75–89          | 61–80    |          |
|              | 褒贬不一或中庸 | 50–74    | 40–60    |
|              | 负面评论为主   | 20–49    | 20–39    |
| 压倒式差评   | 0–19           | 0–19     |          |

此外，網站也提供註冊用戶對作品進行評比的功能，用戶評分採用10分制（最低0分，最高10分），分成三個評分等級，平均分數最高算至小數點後一位。其中低於4分代表差評，4分至6分代表褒貶不一或中等評價，7分至10分代表好評。

## 歷史
Metacritic由馬克·道爾（Marc Doyle）、朱莉·道爾·羅伯茨（Julie Doyle Roberts）和詹森·迪茨（Jason Dietz）花費兩年時間创建，2001年1月上線。2005年被CNET收购，而現在它與CNET均位於CBS公司旗下。2010年8月網站改版。2020年，CNET被出售给Red Ventures。2022年10月，包括Metacritic在内的网站被Red Ventures出售给Fandom。
2018年6月，網站增設「必看電影佳作（Must-See）」評比系統，凡是平均評比分數達81分以上、而且至少有15篇以上專業評論的電影，都會獲得一枚「Must-See」的徽章標記。同年9月18日，網站仿照「必看電影佳作（Must-See）」評比系統，添加針對遊戲評比的「必玩遊戲佳作（Must-play）」，凡是獲得90分以上、至少有15篇專業評論的電子遊戲，便可以獲得「Must-play」的徽章標記。

## 作品排行榜

### 電影節作品與電影獲獎排行榜
網站會在該年的特定影展（例如TIFF、特柳賴德影展、威尼斯影展、坎城影展等）落幕後，依照參展作品獲得獎項、網站專業評論針對作品給予的平均加權分數高低，整理出該年的影展作品排行榜。此外也會不定期整理曾經在指定影展或特定獎項獲獎的歷年作品排行榜。

### 年度佳作（差作）排行榜
電影評比方面，Metacritic會在年底總結該年度發行的電影，列出年度佳片排行榜。至少一個美國影院或直接通過串流媒體或 VOD/數位服務發行的所有電影都有資格入選，必須包含7條以上專業影評家評論，不包括短片和再版，任何作為電視迷你劇放映的八小時電影也不包括在內。網站依照影片發行年分（依美國發行時間為準）、媒體綜評的加權分數和專業評論數量，評選出該網站的年度佳片。相對的，Metacritic也會依照相同的評鑑方式，整理出年度分數最低的差片排行榜。
電視影集、音樂專輯、遊戲也會在年底總結發行的作品，按照媒體和評論家給予的加權平均評分和專業評論數量，整理出年度佳作與差作的排行榜。
Metacritic還設有「十大佳作排行榜（Film Critic Top Ten Lists）」，評比範圍包含電影、電視影集、音樂專輯，統計各大影評家和媒體刊物每年公佈的年終前十大佳作榜單。發布新列表時，整彙統計名單將在整個 12 月和 1 月更新。計分方式是每被一個影評家和媒體刊物列為年度第1名便獲得3分、列為年度第2名獲得2分、排名第3至第10或被列入10個或更少標題的未排名列表中得1分、被包含在 11-20 個標題的未排名列表中得0.5分，但若是評論家排名超過標準的10部作品，網站將不包括排名第 11 或更差的作品。最終將所得分數加總，計算出被列名前十大佳作的積分排行榜，同時列出各個參與的影評家和媒體刊物佳片清單。但由於網站同時收錄了一些外國出版物的排行榜，加著美國和海外發行日期的不同，造成一些排進榜單的作品可能會與上一年的列表重複。

### 用戶評分排行榜
該排行榜依據網站用戶對指定作品的平均評分高低，整理出作品的排行榜。依照查詢範圍區分，可分成最近90天內或不限作品發行時間。

### 其他
Metacritic除了發布影視、音樂、遊戲作品的年度評分排行榜以外，也會整理出相關作品的最新發行消息。網站還提供使用者查詢不限年份、依據作品類型分類的評分排行榜。
IMDb網站顯示的電影資料，也會附上Metacritic上的評分與評論連結。

## 迴響
Metacritic收到了來自網站評論家、評論員和專欄作家的褒貶不一的評論。對其功效進行了分析，結論發現它普遍有用或不可靠且有偏見。該網站在2010年和2015年獲得了兩項年度韋比獎，以表彰其在“指南/評級/評論”類別中的卓越表現。
Metacritic受詬病的部分，在於將所有評分系統轉換為單一的基於百分比的量化等級，例如將「A」級評等同100分、「B−」級評等同67分、「F」級評等同零分。電子遊戲網站Game Revolution前編輯喬·多德森（Joe Dodson）批評Metacritic和類似評論網站將評論轉化為他認為太低的分數，傑克·道爾則出面為評分系統辯護，認為每個量表都應直接轉換為網站的評分，最低分是0分，最高分是100分。更進一步的批評是針對該網站拒絕公佈其如何匯總分數的做法。傑克·道爾稱道，出版商經常試圖說服他排除他們認為不公平的評論，但是傑克·道爾表示，一旦某一出版品被收錄，他就拒絕忽略任何評論。例如《華盛頓郵報》曾對《秘境探險4：盜賊末路》發表相關評論，該篇評論被Metacritic轉換為40/100的分數，同時是針對該遊戲的唯一負面評論，也有不認同評論的讀者向Metacritic請求刪除「文章」作為可信來源。

## 各項高分

### 电影
滿分（100/100）
- 大國民 1941年[23]
- 北非諜影 1942年[24]
- 美人計 1946年[25]
- 后窗 1954年[26]
- 迷魂記 1958年[27]
- 教父 1972年[28]
- 紅色情深 1994年[29]
- 少年时代 2014年[30]

### 电子遊戲
- 薩爾達傳說 時之笛 （N64）（99/100）[31]
- 托尼·霍克职业滑板2 （PS）（98/100）[32]
- 俠盜獵車手IV （PS3、Xbox 360）（98/100）[33][34]
- 灵魂能力 （DC）（98/100）[35]
- 薩爾達傳說 旷野之息 （Switch）（97/100）[36]
- 銀河戰士Prime（NGC）（97/100）[37]
- 超级马里奥 银河 （Wii） （97/100）[38]
- 超级马里奥 银河2 （Wii）（97/100）[39]
- 超级马里奥 奥德赛 （Switch）（97/100）[40]
- 最後一戰：戰鬥進化（Xbox） （97/100）[41]
- 俠盜獵車手V （Xbox One、PS3、Xbox 360、PS4）（97/100）[42][43][44][45]
- 碧血狂殺2（Xbox One、PS4）（97/100）[46][47]
- 艾爾登法環（XSX/S、PS5）（96/100）[48][49]
- 橙盒*(Valve遊戲合集)（Xbox 360）（96/100）[50]
- 戰慄時空2（96/100）[51]
- 戰慄時空（96/100）[52]
- 《傳送門：經典合輯》[53]
- 傳送門2（95/100）[54]
- 最後一戰2（Xbox 360）（95/100）[55]
- 質量效應2（Xbox 360）（96/100）[56]
- 生化奇兵（Xbox 360）（96/100）[57]
- 生化危機4（NGC）（96/100）[58]
- 黃金眼007（N64）（96/100）[59]
- 海市蜃楼之馆（英语：The House in Fata Morgana） （任天堂Switch）（96/100）[60]
- 碧血狂殺（Xbox 360、PS3）（95/100）[61][62]
- 戰神4（95/100）
- 戰神：諸神黃昏（94/100）[63]
- 傳送門（90/100）
- 絕地要塞2（92/100）
- 當個創世神（93/100）
- 秘境探險4：盜賊末路（93/100）
- 上古卷軸IV：遺忘之都（94/100）
- 上古卷軸V：無界天際（94/100）
- 終極動員令（94/100）
- 柏德之門II：安姆疑雲（95/100）
- 柏德之門（91/100）
- 暗黑破壞神（94/100）
- 星際爭霸II：自由之翼（94/100）
- 魔獸爭霸III：混沌之治（92/100）
- 世紀帝國II：帝王世紀（92/100）
- 俠盜獵車手III（93/100）
- 俠盜獵車手：聖安地列斯（93/100）
- 摇滚史密斯2014（英语：Rocksmith 2014）（91/100）
- 最後生還者（95/100）
- 最後生還者 第II章（94/100）[64]
- 血源詛咒 （92/100）
- Undertale （94/100）
- 隻狼：暗影雙死 (92/100)
- 秘境探險2：盜亦有道（96/100）
- 秘境探險3：德瑞克的騙局（92/100）

## 外部連結
- 官方网站
- Metacritic的X（前Twitter）（英文）
- Metacritic的Facebook專頁（英文）